# Emotion (Barbra Streisand)
Emotion è un album in studio della cantante statunitense Barbra Streisand pubblicato nel 1984.

## Tracce
1. Emotion – 4:58
2. Make No Mistake, He's Mine (con Kim Carnes) – 4:10
3. Time Machine – 4:56
4. Best I Could – 4:21
5. Left in the Dark – 7:13
6. Heart Don't Change My Mind – 4:56
7. When I Dream – 4:31
8. You're a Step in the Right Direction – 3:54
9. Clear Sailing – 3:56
10. Here We Are at Last – 3:19